# خوان اگوستو گومز
خوان اگوستو گومز (انگلیسی: Juan Augusto Gómez؛ زادهٔ ۲۴ مهٔ ۱۹۷۶) بازیکن فوتبال اهل آرژانتین است.
از باشگاه‌هایی که در آن بازی کرده‌است می‌توان به باشگاه فوتبال تیگرس اونال و باشگاه فوتبال ال پورونیر اشاره کرد.